# Give a Little Love Back to the World
Give a Little Love Back to the World è il singolo con cui Emma rappresentò il Regno Unito all'Eurovision Song Contest 1990 dove si classificò sesta.
Il brano entrò in classifica anche in alcune classifiche come l'Official Singles Chart.